# Brotomys
Genre
Brotomys est un genre éteint de mammifères rongeurs de la famille des Echimyidae qui comprend des « rats épineux » originaires d'Amérique latine.

## Liste d'espèces
Selon Mammal Species of the World (version 3, 2005)  (8 oct. 2012) et ITIS (8 oct. 2012), ce genre comprend les espèces suivantes de rats épineux ::
- † Brotomys contractus  Miller, 1929
- † Brotomys voratus  Miller, 1916